# Cozla, Sălaj
Cozla este un sat în comuna Letca din județul Sălaj, Transilvania, România.